# Cerkiew Opieki Najświętszej Maryi Panny w Chotylubiu
Cerkiew Opieki Najświętszej Marii Panny w Chotylubiu – drewniana  cerkiew greckokatolicka z 1888 znajdująca się w Chotylubiu.
Od 2001 obiekt nieczynny kultowo. Cerkiew została włączona do Podkarpackiego Szlaku Architektury Drewnianej.

## Historia obiektu
Dawna cerkiew greckokatolicka położona jest na nieznacznym wzniesieniu pośrodku wsi, przy drodze z Cieszanowa do Brusna. W 1888 z inicjatywy proboszcza Piotra Gissowskiego istniejącą cerkiew z 1693 rozebrano i na jej miejscu postawiono nową. Po wysiedleniu ludności ukraińskiej cerkiew wykorzystywana była od 1947 jako kościół filialny parafii w Cieszanowie pw. Opieki NMP. Była remontowana na przełomie lat 60. i 70. XX wieku. W 1986 dobudowano do babińca nieproporcjonalnie duży przedsionek. Od czasu zbudowania nowego, murowanego kościoła w 2001 cerkiew stoi zamknięta.

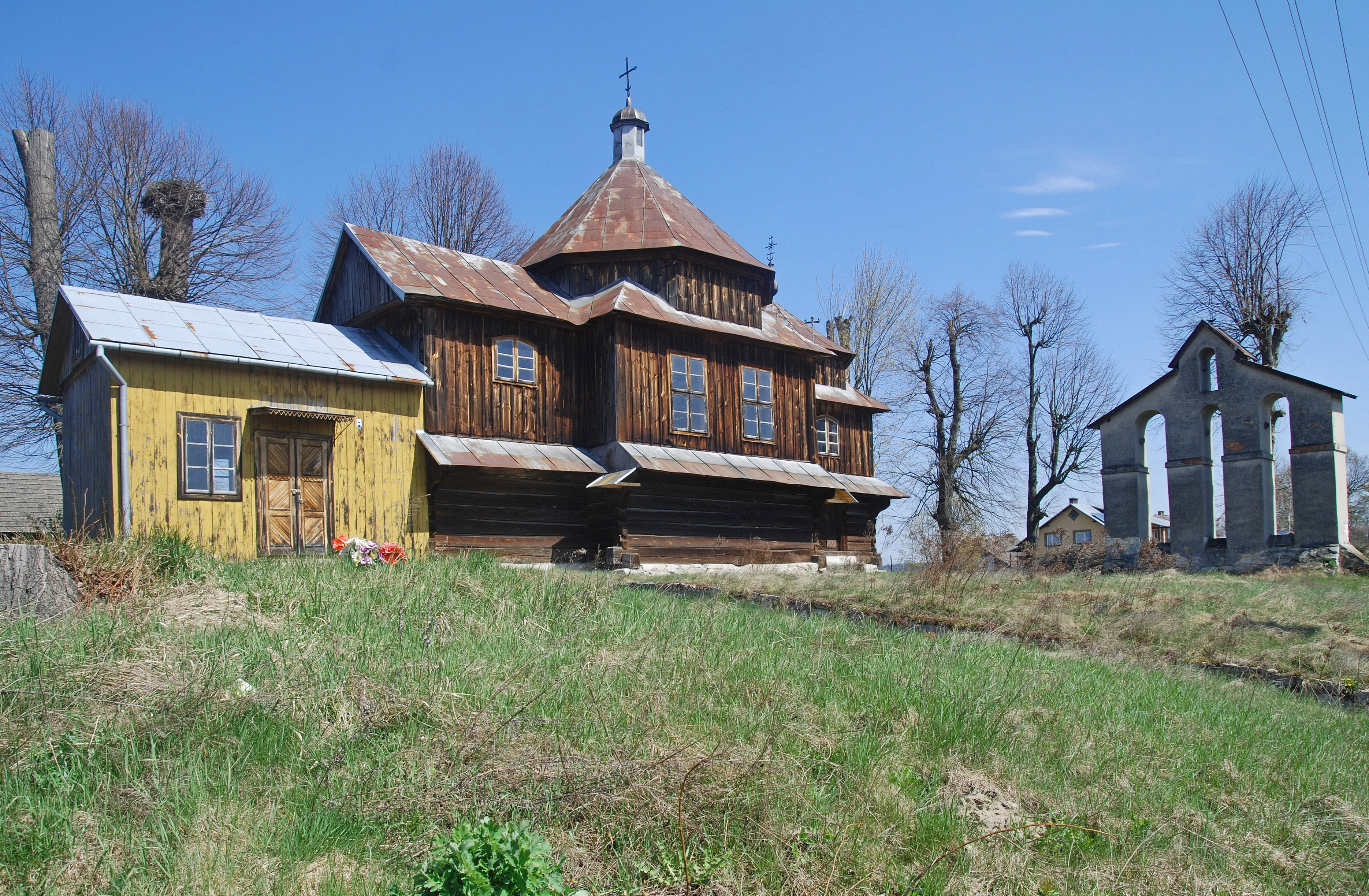
Widok od strony południowej
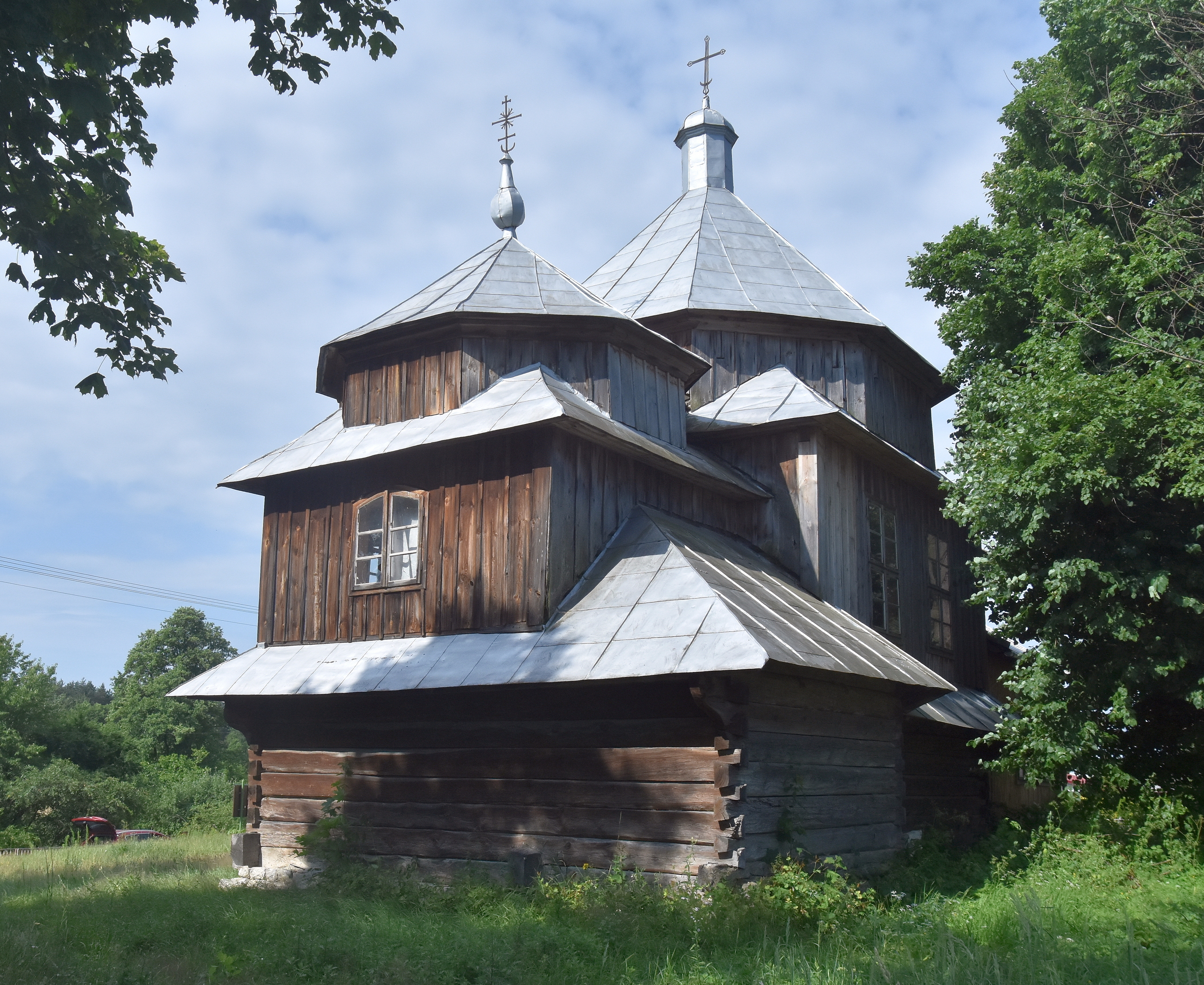
Elewacja wschodnia
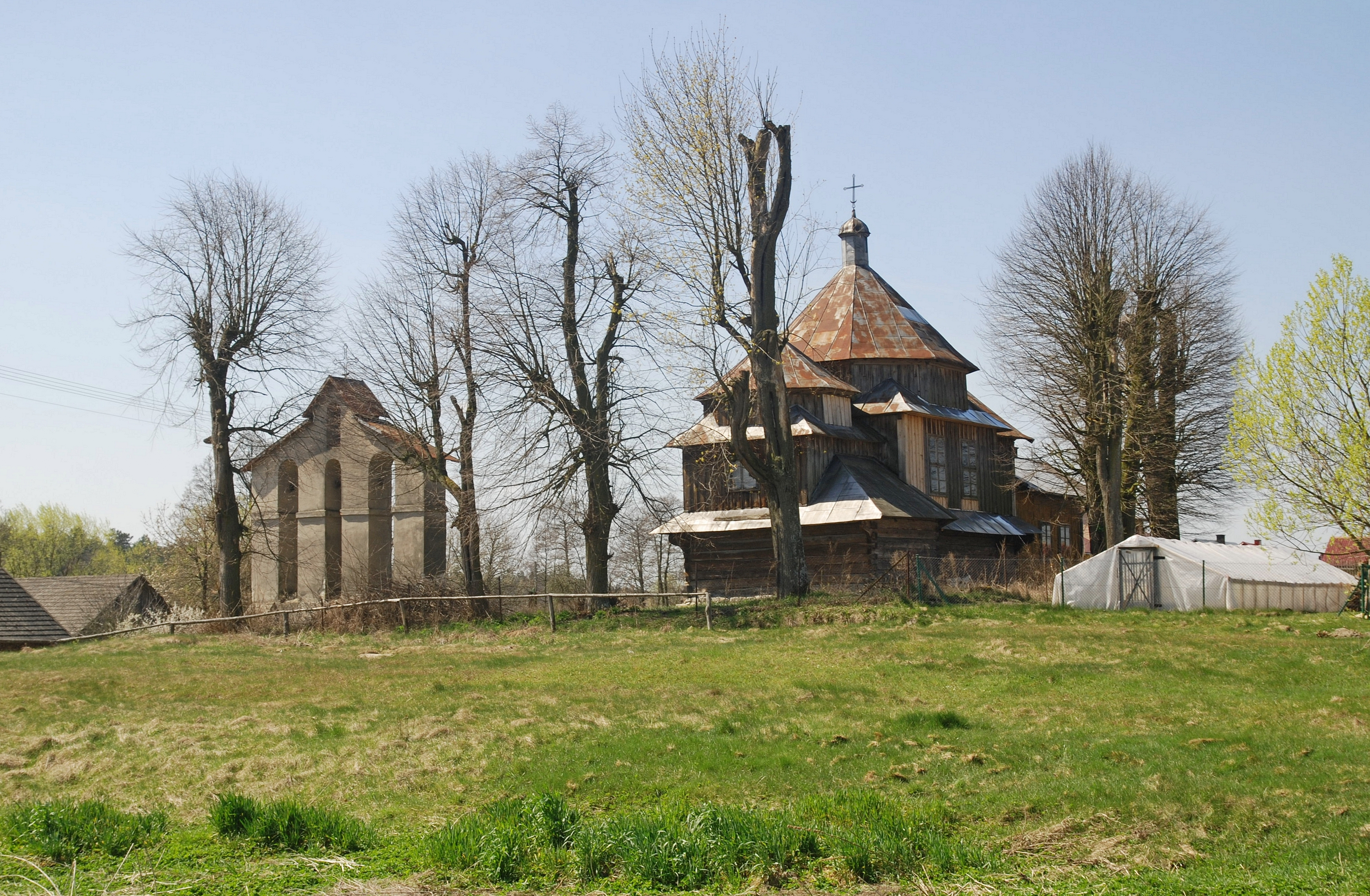
Widok od strony płn.-wschodniej

## Architektura i wyposażenie
Świątynia orientowana, trójdzielna, konstrukcji zrębowej. Węgły łączone na rybi ogon z rysiami podpierającymi okap osłaniający zrąb. Ściany nad okapem oszalowane pionowym deskowaniem. Podwalina położona na podmurówce z kamienia łamanego. Centralną, najwyższą część stanowi kwadratowa nawa z ośmioboczną kopułą na tamburze zwieńczoną latarnią. Od wschodu znajduje się węższe, prostokątne prezbiterium z małą zakrystią od północy. Nad prezbiterium mieści się nieco mniejsza kopuła, zwieńczona cebulastym hełmem, nad kopułami kute, żelazne krzyże. Od zachodu do cerkwi przylega kwadratowy babiniec. Dachy, kopuły i okap kryte są blachą. W babińcu i zachodniej części nawy jest chór muzyczny. 
Wewnątrz zachowało się wyposażenie z XVII–XIX w., m.in. ikonostas pięciorzędowy z początku XVIII wieku.

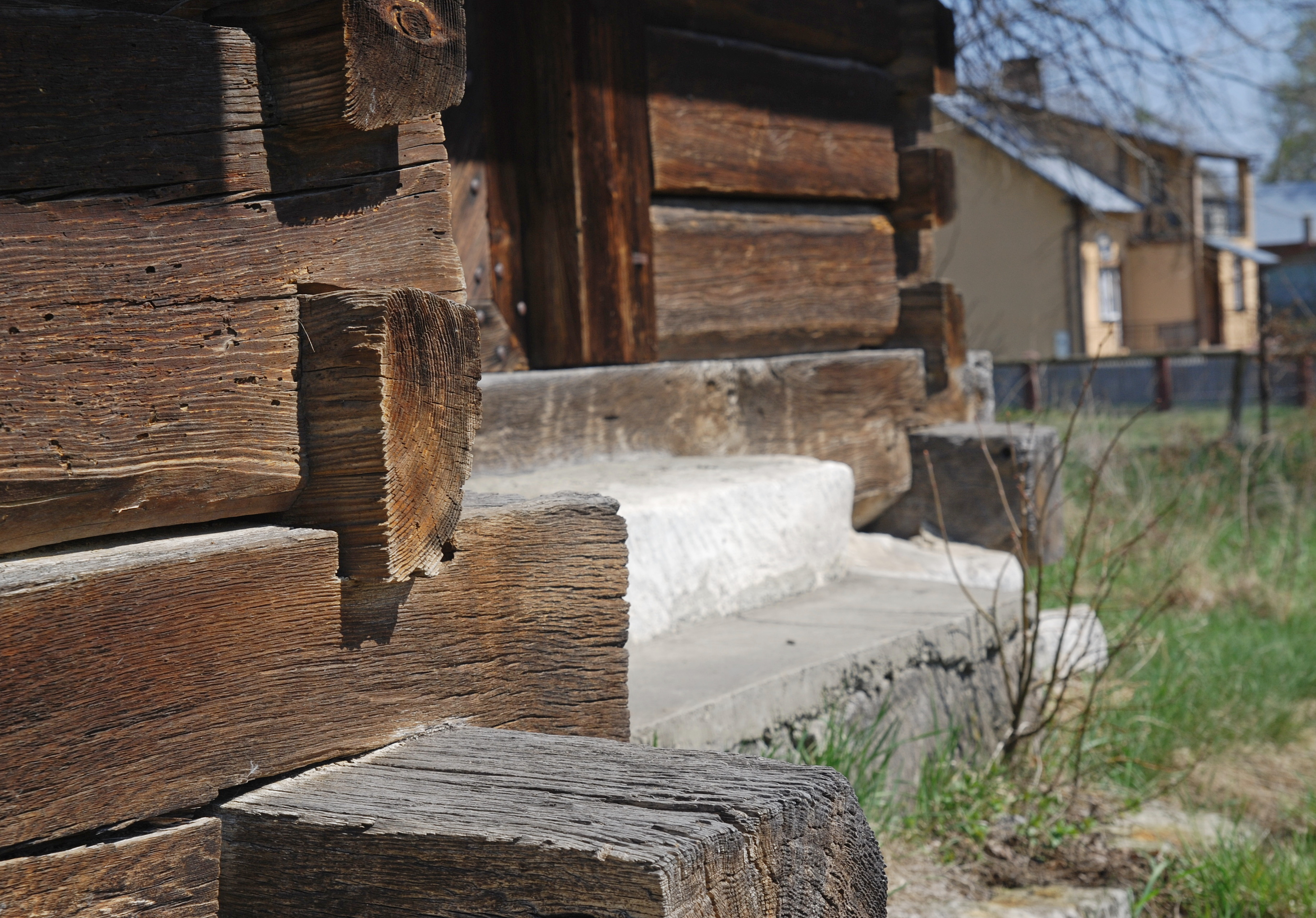
Konstrukcja
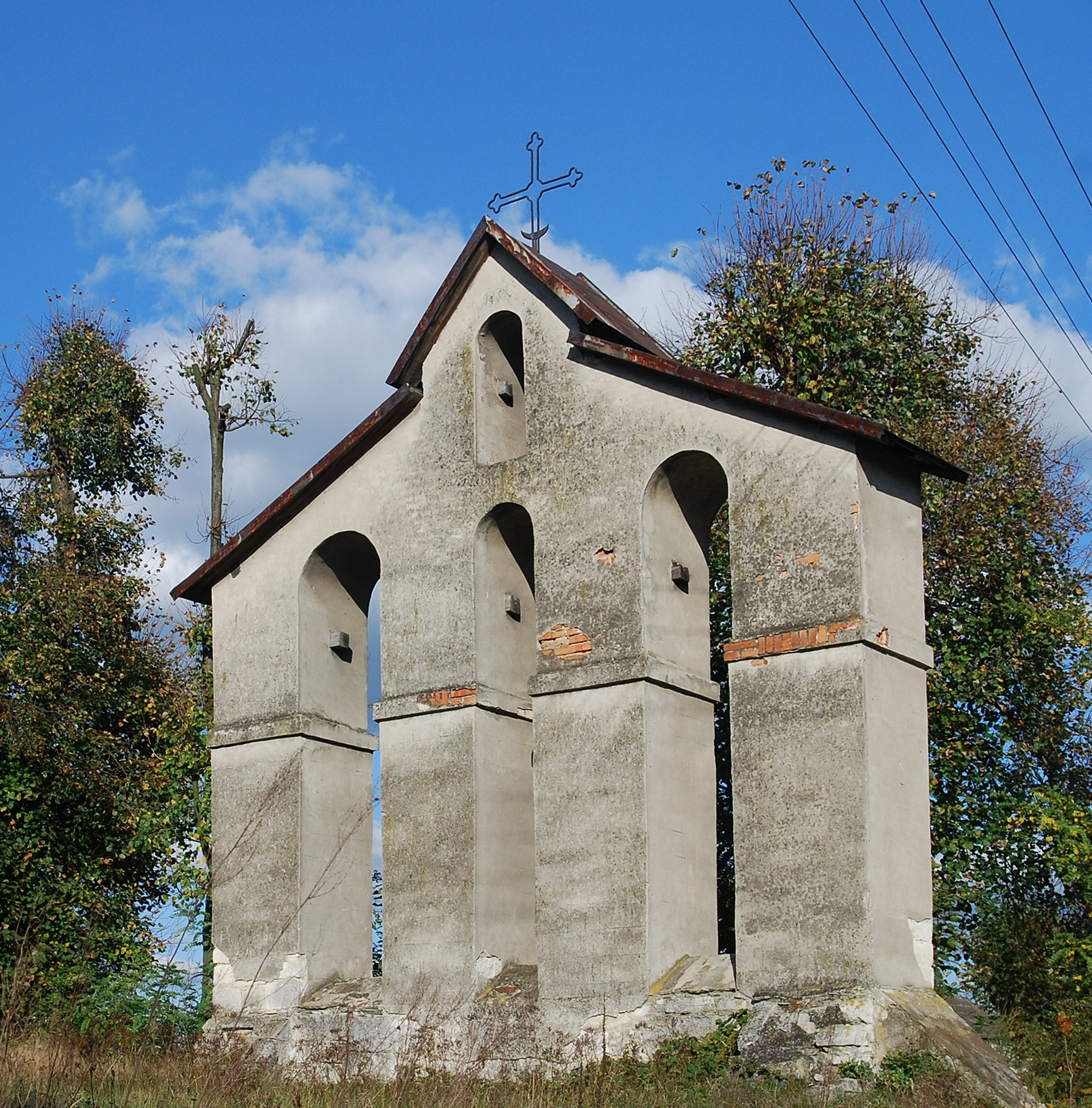
Dzwonnica
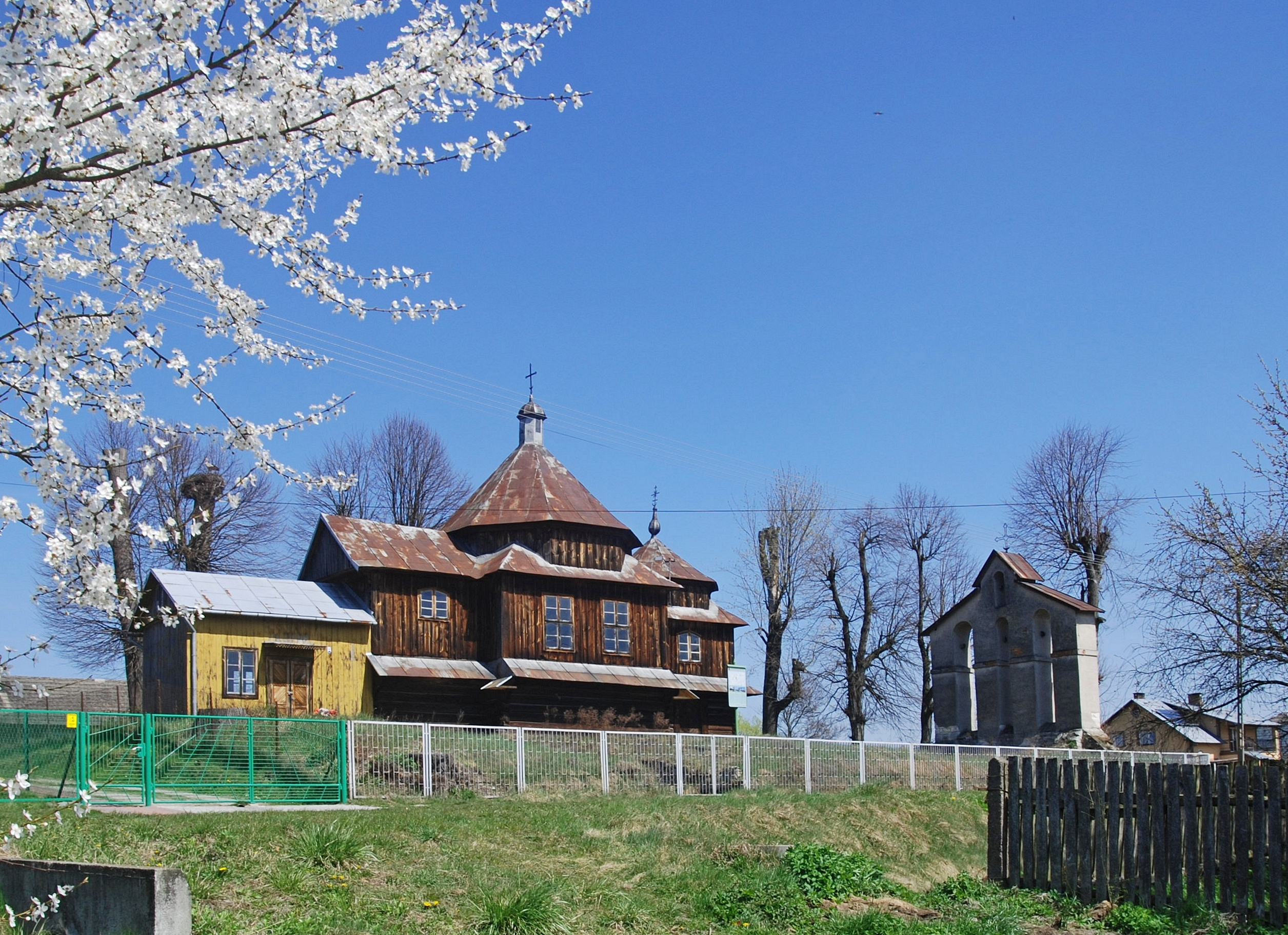
Widok ogólny

## Otoczenie
W pobliżu cerkwi znajduje się trójarkadowa dzwonnica parawanowa, zbudowana na pocz. XX w. z kamienia łamanego, otynkowana, remontowana w 1986, obecnie bez dzwonów. W odległości ok. 1 km, na skraju wsi znajduje się dawny cmentarz greckokatolicki z zabytkowymi nagrobkami bruśnieńskimi.